# Jacquinia
Die Jacquinia sind eine Pflanzengattung aus der Unterfamilie der Theophrastoideae.

## Beschreibung
Jacquinia-Arten sind reich verzweigte, halbimmergrüne bis immergrüne Sträucher oder kleine Bäume. Die kurz gestielten, meist kahlen Laubblätter sind ganzrandig, scheinwirtelig bis wechselständig angeordnet und an der Spitze mit einem kurzen Stachel besetzt.
Der end- oder achselständige traubige Blütenstand enthält wenig bis viele Blüten. Die duftenden, gestielten Blüten sind fünfzählig und zwittrig mit doppelter Blütenhülle. Die beständigen Kelchblätter sind frei oder fast frei. Die teils drüsige Krone ist glocken- bis urnenförmig, orange, weiß oder gelb. Die Anhängsel (Staminodien) der Krone sind abgeflacht und kronblattähnlich. Die abgeflachten und oft drüsigen Staubfäden, der kurzen Staubblätter, sind am Ansatz vereint und die Staubbeutel stumpf-dreieckig. Der Fruchtknoten ist oberständig mit kurzem Griffel und kleiner, kopfiger Narbe.
Die meist mehrsamige Frucht, eine Beere, ist annähernd rund oder länglich bis verkehrt-eiförmig, das dünne Perikarp ist ledrig bis krustig.

## Verbreitung
Die Gattung Jacquinia ist beheimatet auf den Westindischen Inseln sowie von Mexiko bis ins nördliche Südamerika.

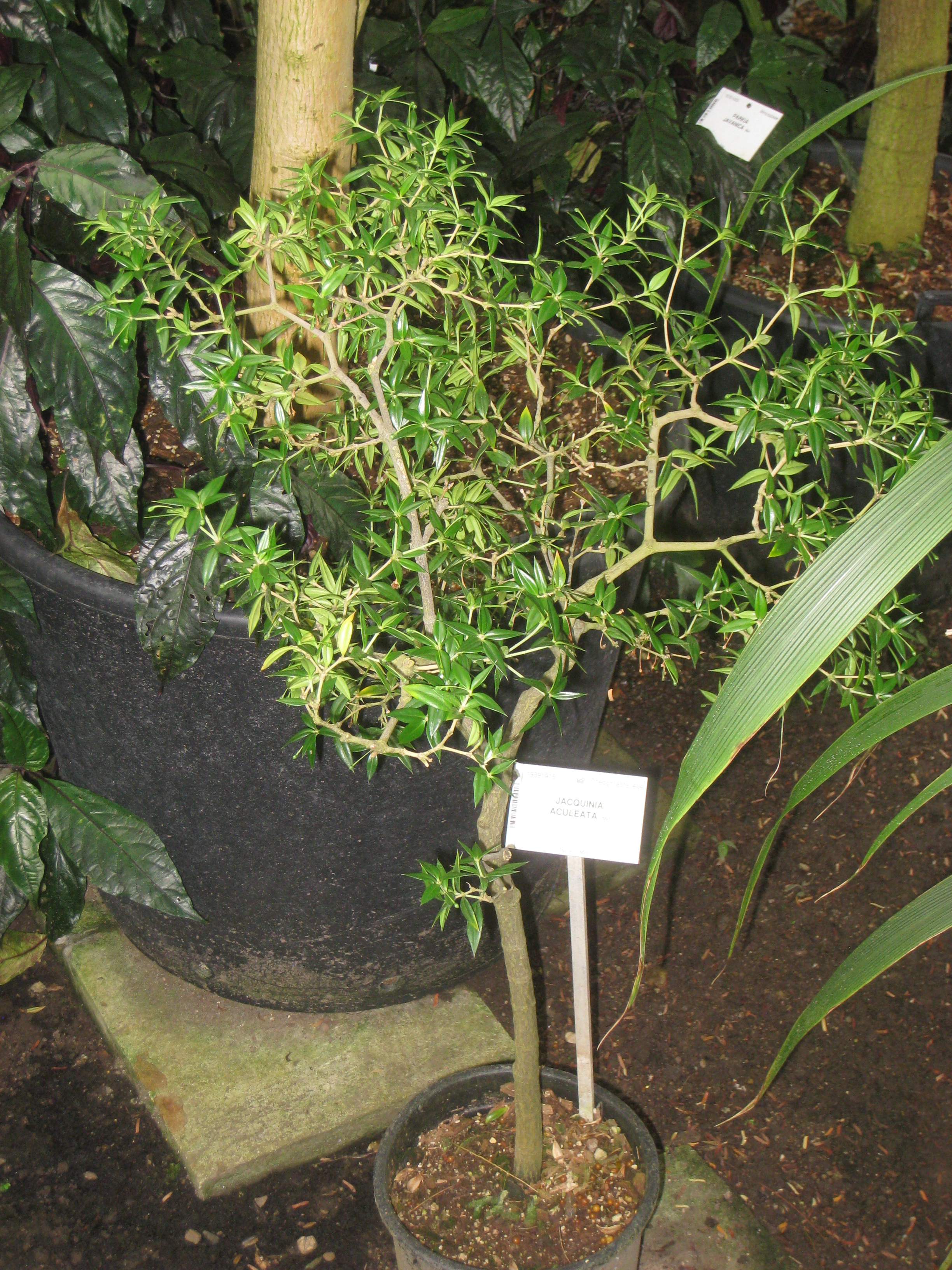
Jacquinia aculeata

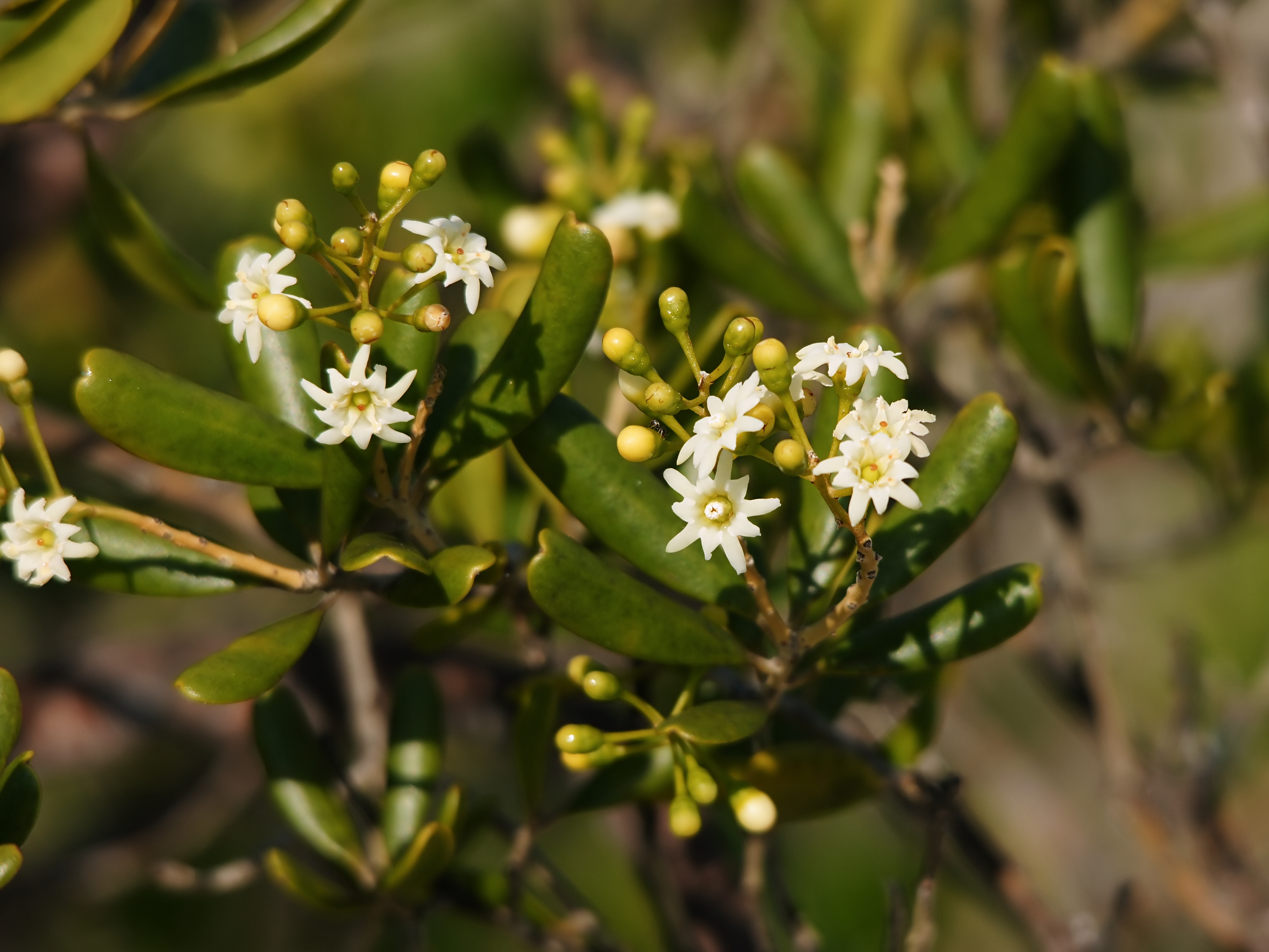
Jacquinia keyensis

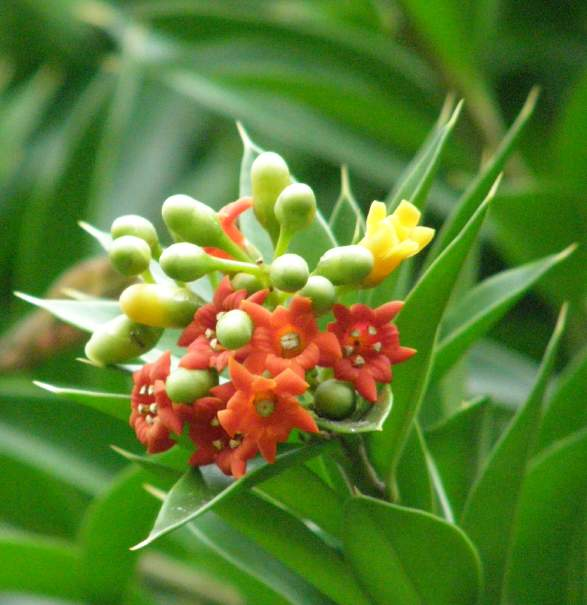
Jacquinia panamensis

## Systematik
Die Gattung Jacquinia wurde 1759 erstbeschrieben und ist nach dem österreichischen Botaniker und Chemiker Nikolaus Joseph von Jacquin benannt.
Sie enthält etwa 32 Arten, darunter:
- Jacquinia aculeata (L.) Mez: Sie kommt in Kuba und auf Hispaniola vor.[3]
- Jacquinia arborea Vahl: Sie kommt auf Inseln in der Karibik, in Mexiko, Honduras und Venezuela vor.[3]
- Jacquinia armillaris Jacq.: Sie kommt in Brasilien, Kolumbien, Venezuela und auf Inseln in der Karibik vor.[3]
- Jacquinia aurantiaca W.T. Aiton: Sie kommt von Mexiko bis Honduras und Panama vor.[3] Sie wird von manchen Autoren auch als Bonellia macrocarpa (Cav.) B. Ståhl & Källersjö zu Bonellia gestellt.[3]
- Jacquinia berteroi Spreng.: Sie kommt auf den Bahamas, in Kuba, Hispaniola, Puerto Rico, auf den Cayman Islands, auf den Turks- und Caicosinseln und den nördlichen Kleinen Antillen vor.[4]
- Jacquinia keyensis Mez: Sie kommt im südlichen Florida, auf Kuba, Haiti, Jamaika, auf den Bahamas und auf den Cayman Islands vor.[3]
- Jacquinia nervosa C.Presl: Sie kommt von Mexiko bis Costa Rica vor.[4] Sie wird von manchen Autoren als Bonellia nervosa (C.Presl) B.Ståhl & Källersjö in die Gattung Bonellia gestellt.[4]
- Jacquinia panamensis Lundell: Sie kommt in Panama vor.[4] Sie wird auch als Bonellia macrocarpa subsp. panamensis (Lundell) B. Ståhl & Källersjö zur Gattung Bonellia gestellt.

## Nachweise
- Bertil Ståhl: Theophrastaceae. In: Klaus Kubitzki (Hrsg.): The Families and Genera of Vascular Plants. Volume 6: Flowering Plants, Dicotyledons: Celastrales, Oxalidales, Rosales, Cornales, Ericales. Springer, Berlin / Heidelberg / New York 2004, ISBN 3-540-06512-1, S. 472–478 (englisch, eingeschränkte Vorschau in der Google-Buchsuche).
- Charles Sprague Sargent: The Silva of North America. Volume V, Houghton, Mifflin, 1893, S. 155–158, Tab. CCXLII, online auf biodiversitylibrary.org.